# ريتشارد هاميلتون (عسكري)
ريتشارد هاميلتون (بالإنجليزية: Richard Hamilton)‏ هو عسكري أمريكي، ولد في 23 يناير 1836 في فيلادلفيا في الولايات المتحدة، وتوفي في 20 يناير 1881 في كامدن في الولايات المتحدة.